# Bahia Boussad
Bahia Boussad, född 31 januari 1979, är en algerisk friidrottare. Hon deltog vid olympiska sommarspelen 2000.